# Акбеит (Акмолинская область)
Акбеи́т (каз. Ақбейіт) — село в Астраханском районе Акмолинской области Казахстана. Входит в состав Жалтырского сельского округа. Код КАТО — 113640300.

## География
Село расположено в восточной части района, на расстоянии примерно 20 километров (по прямой) к северо-востоку от административного центра района — села Астраханка, в 13 километрах к востоку от административного центра сельского округа — села Жалтыр.
Абсолютная высота — 312 метров над уровнем моря.
Ближайшие населённые пункты: село Камышенка — на северо-востоке, село Жалтыр — на западе.
Южнее села проходит Южно-Сибирская железнодорожная магистраль. Ближайшая станция («Астраханка») расположена в 6 километрах к югу от села.

## История
Населённый пункт был основан в 1933 году как рабочий посёлок при золотодобывающей шахте (месторождение Акбеит). Шахта была закрыта и затоплена в 1993 году.
В 1989 году посёлок являлся административным центром и единственным населённым пунктом Акбеитского поссовета.
В периоде 1991—1998 годов:
- поссовет был преобразован в поселковую администрацию, в 1995 году — в сельский округ;
- Акбеитский сельский округ был включен в состав Жалтырского сельского округа.

## Население
В 1989 году население села составляло 1226 человек.
В 1999 году население села составляло 522 человека (270 мужчин и 252 женщины). По данным переписи 2009 года, в селе проживало 178 человек (94 мужчины и 84 женщины).
| Численность населения | Численность населения | Численность населения |
| 1989                  | 1999                  | 2009                  |
| --------------------- | --------------------- | --------------------- |
| 1226                  | ↘522                  | ↘178                  |